# Демократическая партия социалистов Черногории
Демократическая партия социалистов Черногории (ДПСЧ, черног. Demokratska partija socijalista Crne Gore, серб. Демократска партија социјалиста Црне Горе) — черногорская политическая партия, основанная 22 июня 1991 года в результате преобразования Союза коммунистов Черногории. В 1991–2020 годах — правящая партия и ведущая политическая сила страны.
До 1997 года придерживалась демосоциалистических и проюгославских идеологических позиций, впоследствии серьёзно эволюционировала в сторону неолиберализма и евроатлантизма. Член Социнтерна и ассоциированный член Партии европейских социалистов.

## История
ДПС — прямой наследник Союза коммунистов Черногории. Первый учредительный съезд партии проходил в два заседания: 20 октября 1990 года и 22 июня 1991 года. В перерыве между заседаниями партия сменила название с Союза коммунистов Черногории на нынешнее, на первых многопартийных выборах в Скупщину Черногории 9 декабря 1990 года получила 83 мандата из 125. Первым лидером партии стал Момир Булатович. 
Первые годы партия неизменно получала большинство мест на выборах в Скупщину республики и поддерживала сербско-черногорский унионизм. В 1997 году новое руководство ДПСЧ во главе с Мило Джукановичем и Светозаром Маровичем изменило её идеологические установки на неолиберальные и проевропейские, в результате чего партия раскололась: из неё вышли сторонники М. Булатовича, создавшие оппозиционную Социалистическую народную партию.

## Руководство
Долгое время партию возглавлял бывший президент Черногории Мило Джуканович. Он руководил ею с 1998 по 2023 год. В 2010 году политическим директором партии стал Бранимир Гвозденович.

## Участие в выборах
Партия многократно была представлена в Скупщине, где до недавнего времени имела большинство мандатов.
- 1990: 83 (66,4 %)
- 1992: 46 (54,12 %)
- 1996: 45 (63,38 %)
- 1998: 32 (41,03 %)
- 2001: 30 (38,96 %)
- 2002: 31 (41,33 %)
- 2006: 33 (40,74 %)
- 2009: 48 (51,54 %)
- 2012: 39 (45,60 %)
- 2016: 36 (41,42 %)
- 2020: 29 (35,06 %)
- 2023: 17 (23,23 %)